# OT Возничего
OT Возничего (лат. OT Aurigae) — одиночная переменная звезда в созвездии Возничего на расстоянии (вычисленном из значения параллакса) приблизительно 13640 световых лет (около 4182 парсеков) от Солнца. Видимая звёздная величина звезды — от +12,9m до +11,6m.

## Характеристики
OT Возничего — красная углеродная пульсирующая медленная неправильная переменная звезда (LB) спектрального класса C. Эффективная температура — около 3298 К.